# Gunnera mixta
Gunnera mixta là một loài thực vật có hoa trong họ Dương nhị tiên. Loài này được Kirk mô tả khoa học đầu tiên năm 1894 publ. 1895.